# Орроли
Орроли (итал. Orroli) — коммуна в Италии, располагается в регионе Сардиния, подчиняется административному центру Кальяри.
Население составляет 2752 человека, плотность населения составляет 36,37 чел./км². Занимает площадь 75,67 км². Почтовый индекс — 8030. Телефонный код — 0782.
Покровителем коммуны почитается святой мученик Викентий. Праздник ежегодно празднуется 21 января.